# Sami Khedira
Sami Khedira (arabsky سامي خضيرة‎,
narozen 4. dubna 1987, Stuttgart) je bývalý německý fotbalový záložník a reprezentant, který naposledy hrál za německý klub Hertha Berlín. Mimo Německo působil na klubové úrovni ve Španělsku a Itálii.
Jeho otec pochází z Tuniska, matka je Němka. Je muslimského vyznání. Jeho mladším bratrem je fotbalista Rani Khedira.

## Klubová kariéra
V Německu hrál profesionálně za VfB Stuttgart. Svůj debut v Bundeslize uskutečnil 1. října 2006. V roce 2010 jej koupil španělský top-klub Real Madrid. Za svoji první sezónu v tomto celku odehrál 40 zápasů a poprvé se trefil proti Olympique Lyon dne 18. října 2011 v Lize mistrů. Účastnil se také výhry svého klubu 4:1 proti Atléticu Madrid ve finále Ligy mistrů 2014/15. V červnu 2015 přestoupil do italské Serie A, kde podepsal čtyřletou smlouvu s Juventusem Turín. 1. února 2021 zamířil do německé Herthy Berlin. Právě tam oznámil, že na konci sezóny 2020/21 ukončí svou kariéru.

## Reprezentační kariéra
Hrál za německé reprezentační mládežnické výběry.
Trenér Horst Hrubesch jej nominoval na Mistrovství Evropy hráčů do 21 let 2009 konané ve Švédsku, kde mladí Němci získali svůj premiérový titul v této kategorii.

### A-mužstvo
V A-mužstvu Německa debutoval 5. 9. 2009 v přátelském utkání v Leverkusenu proti reprezentaci Jihoafrické republiky (výhra 2:0).
Sami Khedira se zúčastnil Mistrovství světa ve fotbale 2010 v Jihoafrické republice a také Mistrovství Evropy ve fotbale 2012 v Polsku a na Ukrajině.

#### Mistrovství světa 2014
Trenér Joachim Löw jej vzal na Mistrovství světa 2014 v Brazílii. Němci postoupili ze základní skupiny G se 7 body z prvního místa po výhře 4:0 s Portugalskem, remíze 2:2 s Ghanou a výhrou 1:0 s USA. V osmifinále Němci vyřadili Alžírsko po výsledku 2:1 po prodloužení a ve čtvrtfinále Francii 1:0. V semifinále proti Brazílii znemožnili Jihoameričany historickým debaklem 7:1, kdy do 29. minuty dali pět gólů. Khedira vstřelil jeden. S týmem získal zlaté medaile po finálové výhře 1:0 proti Argentině (v zápase nenastoupil).

#### EURO 2016
Trenér Joachim Löw jej zařadil i do závěrečné 23členné nominace na EURO 2016 ve Francii. Němci získali na turnaji bronzové medaile, v semifinále je vyřadila domácí Francie po výsledku 0:2.

### Reprezentační góly
Góly Sami Khediry za reprezentační A-mužstvo Německa:
| 010                | 10. 7. 2010  | Nelson Mandela Bay Stadium, Port Elizabeth, JAR | Uruguay  | 02:3 0(82.) | 2:3 | MS 2010                |
| 02                 | 22. 6. 2012  | PGE Arena, Gdaňsk, Polsko                       | Řecko    | 02:1 0(61.) | 4:2 | Euro 2012              |
| 03                 | 6. 2. 2013   | Parc des Princes, Paříž, Francie                | Francie  | 01:2 0(74.) | 1:2 | přátelský zápas        |
| 04                 | 11. 10. 2013 | RheinEnergieStadion, Kolín n.R., Německo        | Irsko    | 01:0 0(12.) | 3:0 | kvalifikace na MS 2014 |
| 05                 | 8. 7. 2014   | Estádio Mineirão, Belo Horizonte, Brazílie      | Brazílie | 00:5 0(29.) | 1:7 | MS 2014                |
| Platí k 9. 7. 2016 |              |                                                 |          |             |     |                        |

## Dosažené úspěchy

### Klubové
VfB Stuttgart
- 1× vítěz 1. německé Bundesligy (2006/07)

Real Madrid
- 1× vítěz Primera División (2011/12)
- 1× vítěz Ligy mistrů UEFA (2013/14)
- 1× vítěz Copa del Rey (2013/14)

### Reprezentační
- ME hráčů do 21 let 2009 – 1. místo
- MS 2010 – 3. místo
- EURO 2012 – 3. místo
- MS 2014 – 1. místo

### Individuální
- nejlepší hráč 1. Bundesligy za měsíc prosinec 2008